# Coise-Saint-Jean-Pied-Gauthier
 Coise-Saint-Jean-Pied-Gauthier  es una población y comuna francesa, en la región de Ródano-Alpes, departamento de Saboya, en el distrito de Chambéry y cantón de Chamoux-sur-Gelon.

## Demografía
| 709 | 653 | 674 | 752 | 830 | 945 |
| Para los censos de 1962 a 1999 la población legal corresponde a la población sin duplicidades (Fuente: INSEE [Consultar]) |     |     |     |     |     |

Es la comuna más poblada del cantón.